# Élections législatives de 2017 dans l'Orne
Les élections législatives françaises de 2017 ont lieu les 11 et 18 juin 2017. Dans le département de l'Orne, trois députés sont à élire dans le cadre de trois circonscriptions.

## Élus
| Circonscription                                 | Député sortant     | Parti | Parti | Député élu ou réélu | Parti | Parti |
| ----------------------------------------------- | ------------------ | ----- | ----- | ------------------- | ----- | ----- |
| 1re                                             | Joaquim Pueyo      |       | PS    | Joaquim Pueyo       |       | PS    |
| 2e                                              | Véronique Louwagie |       | LR    | Véronique Louwagie  |       | LR    |
| 3e                                              | Yves Goasdoué*     |       | DVG   | Jérôme Nury         |       | LR    |
| * député sortant ne se représentant pas en 2017 |                    |       |       |                     |       |       |

## Rappel des résultats départementaux des élections de 2012
| Parti          | Parti                             | Premier tour | Premier tour | Second tour | Second tour | Sièges |
| Parti          | Parti                             | Voix         | %            | Voix        | %           | Sièges |
| -------------- | --------------------------------- | ------------ | ------------ | ----------- | ----------- | ------ |
|                | Union pour un mouvement populaire | 39 167       | 30,98        | 64 627      | 51,72       | 1      |
|                | Divers droite dont DLR, PCD       | 13 256       | 10,49        |             |             | 0      |
|                | Nouveau centre                    | 3 920        | 3,10         | 0           |             |        |
|                | Droite parlementaire              | 56 343       | 44,57        | 64 627      | 51,72       | 1      |
|                |                                   |              |              |             |             |        |
|                | Parti socialiste                  | 27 182       | 21,50        | 37 349      | 29,89       | 1      |
|                | Divers gauche dont MRC            | 17 174       | 13,58        | 22 968      | 18,38       | 1      |
|                | Europe Écologie Les Verts         | 2 828        | 2,24         |             |             | 0      |
|                | Majorité présidentielle           | 47 184       | 37,32        | 60 317      | 48,28       | 2      |
|                |                                   |              |              |             |             |        |
|                | Front national                    | 15 074       | 11,92        |             |             | 0      |
|                | Front de gauche                   | 4 724        | 3,74         | 0           |             |        |
|                | Extrême gauche dont LO et NPA     | 1 537        | 1,22         | 0           |             |        |
|                | Alliance écologiste indépendante  | 605          | 0,48         | 0           |             |        |
|                | Mouvement démocrate               | 586          | 0,46         | 0           |             |        |
|                | Extrême droite                    | 368          | 0,29         | 0           |             |        |
|                |                                   |              |              |             |             |        |
| Inscrits       | Inscrits                          | 212 593      | 100,00       | 212 592     | 100,00      | 3      |
| Abstentions    | Abstentions                       | 83 833       | 39,43        | 83 444      | 39,25       |        |
| Votants        | Votants                           | 128 760      | 60,57        | 129 148     | 60,75       |        |
| Blancs et nuls | Blancs et nuls                    | 2 339        | 1,82         | 4 204       | 3,26        |        |
| Exprimés       | Exprimés                          | 126 421      | 98,18        | 124 944     | 96,74       |        |

## Résultats

### Résultats à l'échelle du département
|                                          |                              |                           |                           |                          |                          |
|                                          |                              | Premier tour 11 juin 2017 | Premier tour 11 juin 2017 | Second tour 18 juin 2017 | Second tour 18 juin 2017 |
|                                          |                              |                           |                           |                          |                          |
|                                          |                              | Nombre                    | % des inscrits            | Nombre                   | % des inscrits           |
| Inscrits                                 | Inscrits                     | 208 636                   | 100,00                    | 208 606                  | 100,00                   |
| Abstentions                              | Abstentions                  | 99 258                    | 47,57                     | 109 070                  | 52,29                    |
| Votants                                  | Votants                      | 109 378                   | 52,43                     | 99 536                   | 47,71                    |
|                                          |                              |                           | % des votants             |                          | % des votants            |
| Bulletins blancs                         | Bulletins blancs             | 2 180                     | 1,99                      | 6 024                    | 6,05                     |
| Bulletins nuls                           | Bulletins nuls               | 657                       | 0,60                      | 2 202                    | 2,21                     |
| Suffrages exprimés                       | Suffrages exprimés           | 106 541                   | 97,41                     | 91 310                   | 91,74                    |
|                                          |                              |                           |                           |                          |                          |
| Étiquette politique                      | Étiquette politique          | Voix                      | % des exprimés            | Voix                     | % des exprimés           |
|                                          |                              |                           |                           |                          |                          |
|                                          | Les Républicains             | 28 855                    | 27,08                     | 34 580                   | 37,87                    |
|                                          | La République en marche      | 23 707                    | 22,25                     | 27 792                   | 30,44                    |
|                                          | Front national               | 15 023                    | 14,10                     |                          |                          |
|                                          | Parti socialiste             | 12 295                    | 11,54                     | 15 192                   | 16,64                    |
|                                          | La France insoumise          | 9 230                     | 8,66                      |                          |                          |
|                                          | Divers droite                | 7 226                     | 6,78                      | 13 746                   | 15,05                    |
|                                          | Écologiste                   | 4 015                     | 3,77                      |                          |                          |
|                                          | Debout la France             | 1 631                     | 1,53                      |                          |                          |
|                                          | Parti communiste français    | 1 371                     | 1,29                      |                          |                          |
|                                          | Extrême gauche               | 1 025                     | 0,96                      |                          |                          |
|                                          | Divers gauche                | 556                       | 0,52                      |                          |                          |
|                                          | Union populaire républicaine | 531                       | 0,50                      |                          |                          |
|                                          | Parti chrétien-démocrate     | 443                       | 0,42                      |                          |                          |
|                                          | Parti animaliste             | 398                       | 0,37                      |                          |                          |
|                                          | Extrême droite               | 235                       | 0,22                      |                          |                          |
| Source : Ministère de l'Intérieur - Orne |                              |                           |                           |                          |                          |

### Résultats par circonscription

#### Première circonscription
Député sortant : Joaquim Pueyo (Parti socialiste).
|                                                                        |                                                                              |                           |                           |                          |                          |
|                                                                        |                                                                              | Premier tour 11 juin 2017 | Premier tour 11 juin 2017 | Second tour 18 juin 2017 | Second tour 18 juin 2017 |
|                                                                        |                                                                              |                           |                           |                          |                          |
|                                                                        |                                                                              | Nombre                    | % des inscrits            | Nombre                   | % des inscrits           |
| Inscrits                                                               | Inscrits                                                                     | 69 530                    | 100,00                    | 69 513                   | 100,00                   |
| Abstentions                                                            | Abstentions                                                                  | 33 906                    | 48,76                     | 37 900                   | 54,52                    |
| Votants                                                                | Votants                                                                      | 35 624                    | 51,24                     | 31 613                   | 45,48                    |
|                                                                        |                                                                              |                           | % des votants             |                          | % des votants            |
| Bulletins blancs                                                       | Bulletins blancs                                                             | 909                       | 2,55                      | 1 912                    | 6,05                     |
| Bulletins nuls                                                         | Bulletins nuls                                                               | 262                       | 0,74                      | 763                      | 2,41                     |
| Suffrages exprimés                                                     | Suffrages exprimés                                                           | 34 453                    | 96,71                     | 28 938                   | 91,54                    |
|                                                                        |                                                                              |                           |                           |                          |                          |
| Candidat Étiquette politique (partis et alliances)                     | Candidat Étiquette politique (partis et alliances)                           | Voix                      | % des exprimés            | Voix                     | % des exprimés           |
|                                                                        |                                                                              |                           |                           |                          |                          |
|                                                                        | Joaquim Pueyo (député sortant) Parti socialiste                              | 10 441                    | 30,31                     | 15 192                   | 52,50                    |
|                                                                        | Christine Roimier Divers droite (Union des démocrates et indépendants diss.) | 7 226                     | 20,97                     | 13 746                   | 47,50                    |
|                                                                        | Bertrand Deniaud Les Républicains (Union des démocrates et indépendants)     | 5 614                     | 16,29                     |                          |                          |
|                                                                        | Raymond Herbreteau Front national                                            | 4 314                     | 12,52                     |                          |                          |
|                                                                        | Martine Hamel La France insoumise                                            | 2 865                     | 8,32                      |                          |                          |
|                                                                        | Isabelle Robert Europe Écologie Les Verts                                    | 1 522                     | 4,42                      |                          |                          |
|                                                                        | Claudine Prod'homme Debout la France                                         | 578                       | 1,68                      |                          |                          |
|                                                                        | François Tollot Parti communiste français                                    | 525                       | 1,52                      |                          |                          |
|                                                                        | Christine Calleja Parti chrétien-démocrate                                   | 443                       | 1,29                      |                          |                          |
|                                                                        | Pascale-Aimée Schott Parti animaliste                                        | 398                       | 1,16                      |                          |                          |
|                                                                        | Charlotte Séchet Lutte ouvrière                                              | 299                       | 0,87                      |                          |                          |
|                                                                        | Martin Piffaut Union populaire républicaine                                  | 137                       | 0,40                      |                          |                          |
|                                                                        | François Vannier Divers gauche (Parti de la démondialisation)                | 91                        | 0,26                      |                          |                          |
| Source : Ministère de l'Intérieur - Première circonscription de l'Orne |                                                                              |                           |                           |                          |                          |

#### Deuxième circonscription
Député sortant : Véronique Louwagie (Les Républicains).
|                                                                        |                                                                                               |                           |                           |                          |                          |
|                                                                        |                                                                                               | Premier tour 11 juin 2017 | Premier tour 11 juin 2017 | Second tour 18 juin 2017 | Second tour 18 juin 2017 |
|                                                                        |                                                                                               |                           |                           |                          |                          |
|                                                                        |                                                                                               | Nombre                    | % des inscrits            | Nombre                   | % des inscrits           |
| Inscrits                                                               | Inscrits                                                                                      | 67 459                    | 100,00                    | 67 447                   | 100,00                   |
| Abstentions                                                            | Abstentions                                                                                   | 32 074                    | 47,55                     | 35 218                   | 52,22                    |
| Votants                                                                | Votants                                                                                       | 35 385                    | 52,45                     | 32 229                   | 47,78                    |
|                                                                        |                                                                                               |                           | % des votants             |                          | % des votants            |
| Bulletins blancs                                                       | Bulletins blancs                                                                              | 564                       | 1,59                      | 1 962                    | 6,09                     |
| Bulletins nuls                                                         | Bulletins nuls                                                                                | 206                       | 0,58                      | 699                      | 2,17                     |
| Suffrages exprimés                                                     | Suffrages exprimés                                                                            | 34 615                    | 97,82                     | 29 568                   | 91,74                    |
|                                                                        |                                                                                               |                           |                           |                          |                          |
| Candidat Étiquette politique (partis et alliances)                     | Candidat Étiquette politique (partis et alliances)                                            | Voix                      | % des exprimés            | Voix                     | % des exprimés           |
|                                                                        |                                                                                               |                           |                           |                          |                          |
|                                                                        | Ophélie Lerouge La République en marche                                                       | 10 727                    | 30,99                     | 13 385                   | 45,27                    |
|                                                                        | Véronique Louwagie (députée sortante) Les Républicains (Union des démocrates et indépendants) | 10 699                    | 30,91                     | 16 183                   | 54,73                    |
|                                                                        | Francine Lavanry Front national                                                               | 5 690                     | 16,44                     |                          |                          |
|                                                                        | Jean-Claude Marie La France insoumise                                                         | 2 987                     | 8,63                      |                          |                          |
|                                                                        | Serge Delavallée Parti socialiste                                                             | 1 854                     | 5,36                      |                          |                          |
|                                                                        | Pierre Ristic Europe Écologie Les Verts                                                       | 1 005                     | 2,90                      |                          |                          |
|                                                                        | Philippe Camus Debout la France                                                               | 694                       | 2,00                      |                          |                          |
|                                                                        | Christophe Laisné Divers gauche (Liberté, égalité, fraternité, pour tous)                     | 398                       | 1,15                      |                          |                          |
|                                                                        | Bernadette Velly Lutte ouvrière                                                               | 305                       | 0,88                      |                          |                          |
|                                                                        | Brigitte Brezel Union populaire républicaine                                                  | 189                       | 0,55                      |                          |                          |
|                                                                        | Maurice Engrand Divers gauche (Parti de la démondialisation)                                  | 67                        | 0,19                      |                          |                          |
| Source : Ministère de l'Intérieur - Deuxième circonscription de l'Orne |                                                                                               |                           |                           |                          |                          |

#### Troisième circonscription
Député sortant : Yves Goasdoué (Divers gauche).
|                                                                         |                                                                       |                           |                           |                          |                          |
|                                                                         |                                                                       | Premier tour 11 juin 2017 | Premier tour 11 juin 2017 | Second tour 18 juin 2017 | Second tour 18 juin 2017 |
|                                                                         |                                                                       |                           |                           |                          |                          |
|                                                                         |                                                                       | Nombre                    | % des inscrits            | Nombre                   | % des inscrits           |
| Inscrits                                                                | Inscrits                                                              | 71 647                    | 100,00                    | 71 646                   | 100,00                   |
| Abstentions                                                             | Abstentions                                                           | 33 278                    | 46,45                     | 35 952                   | 50,18                    |
| Votants                                                                 | Votants                                                               | 38 369                    | 53,55                     | 35 694                   | 49,82                    |
|                                                                         |                                                                       |                           | % des votants             |                          | % des votants            |
| Bulletins blancs                                                        | Bulletins blancs                                                      | 707                       | 1,84                      | 2 150                    | 6,02                     |
| Bulletins nuls                                                          | Bulletins nuls                                                        | 189                       | 0,49                      | 740                      | 2,07                     |
| Suffrages exprimés                                                      | Suffrages exprimés                                                    | 37 473                    | 97,66                     | 32 804                   | 91,90                    |
|                                                                         |                                                                       |                           |                           |                          |                          |
| Candidat Étiquette politique (partis et alliances)                      | Candidat Étiquette politique (partis et alliances)                    | Voix                      | % des exprimés            | Voix                     | % des exprimés           |
|                                                                         |                                                                       |                           |                           |                          |                          |
|                                                                         | Isabelle Boscher La République en marche                              | 12 980                    | 34,64                     | 14 407                   | 43,92                    |
|                                                                         | Jérôme Nury Les Républicains (Union des démocrates et indépendants)   | 12 542                    | 33,47                     | 18 397                   | 56,08                    |
|                                                                         | Katia Frémont Front national                                          | 5 019                     | 13,39                     |                          |                          |
|                                                                         | Clément Bujarrabal La France insoumise                                | 3 378                     | 9,01                      |                          |                          |
|                                                                         | Corinne Malignac Europe Écologie Les Verts                            | 1 488                     | 3,97                      |                          |                          |
|                                                                         | Jean Chatelais Parti communiste français                              | 846                       | 2,26                      |                          |                          |
|                                                                         | Arnaud Gautier Lutte ouvrière                                         | 421                       | 1,12                      |                          |                          |
|                                                                         | Pierre Lateux Debout la France                                        | 359                       | 0,96                      |                          |                          |
|                                                                         | Jérôme de Carrara Extrême droite (Souveraineté, identité et libertés) | 235                       | 0,63                      |                          |                          |
|                                                                         | Christiane Leclercq Union populaire républicaine                      | 205                       | 0,55                      |                          |                          |
| Source : Ministère de l'Intérieur - Troisième circonscription de l'Orne |                                                                       |                           |                           |                          |                          |